# Ranu Pani
Ranu Pani est un lac de montagne dans l'est de l'île de Java au pied du volcan actif Semeru. C'est un des points de départ de son ascension.

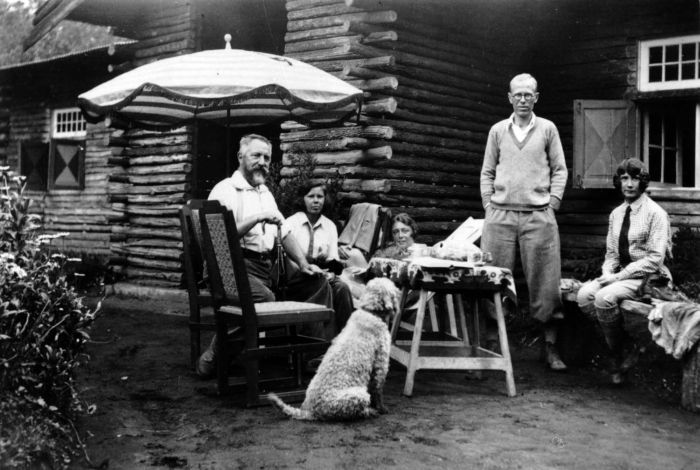
Une famille de fermiers hollandais au Ranu Pani (1933).